# کارخانه گوبلن

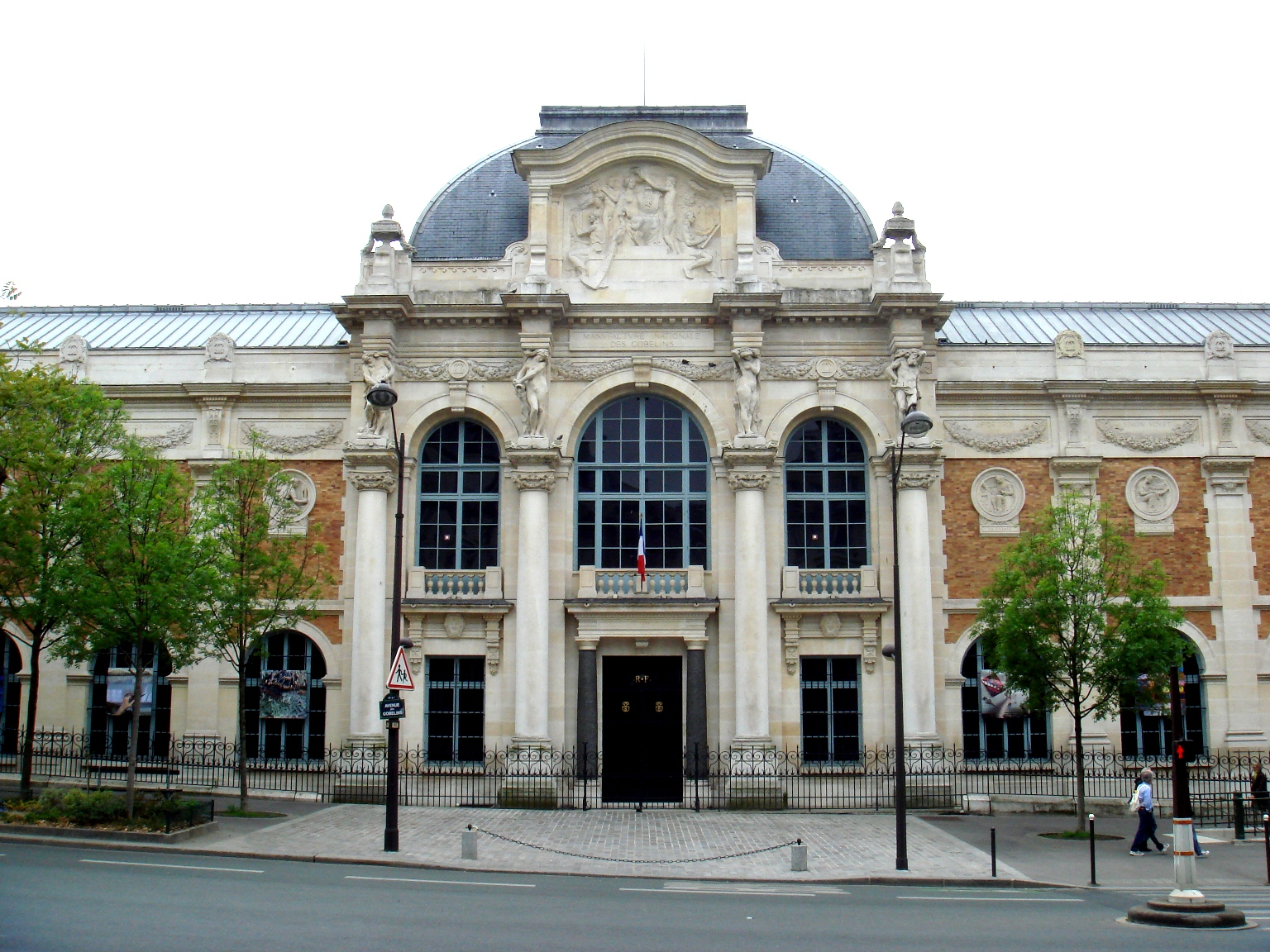
کارخانهٔ گوبلن در سال ۲۰۰۹

کارخانهٔ گوبلن (به فرانسوی: Manufacture des Gobelins)، در ایران معروف به کوبلن، یک کارخانهٔ معروف قدیمی پرده‌های نگارین در پاریس مرکز فرانسه است که در خیابان ۴۲ دِگوبلن، نزدیک ایستگاه مترو لِگوبلن، در منطقهٔ ۱۳ پاریس واقع شده‌است.

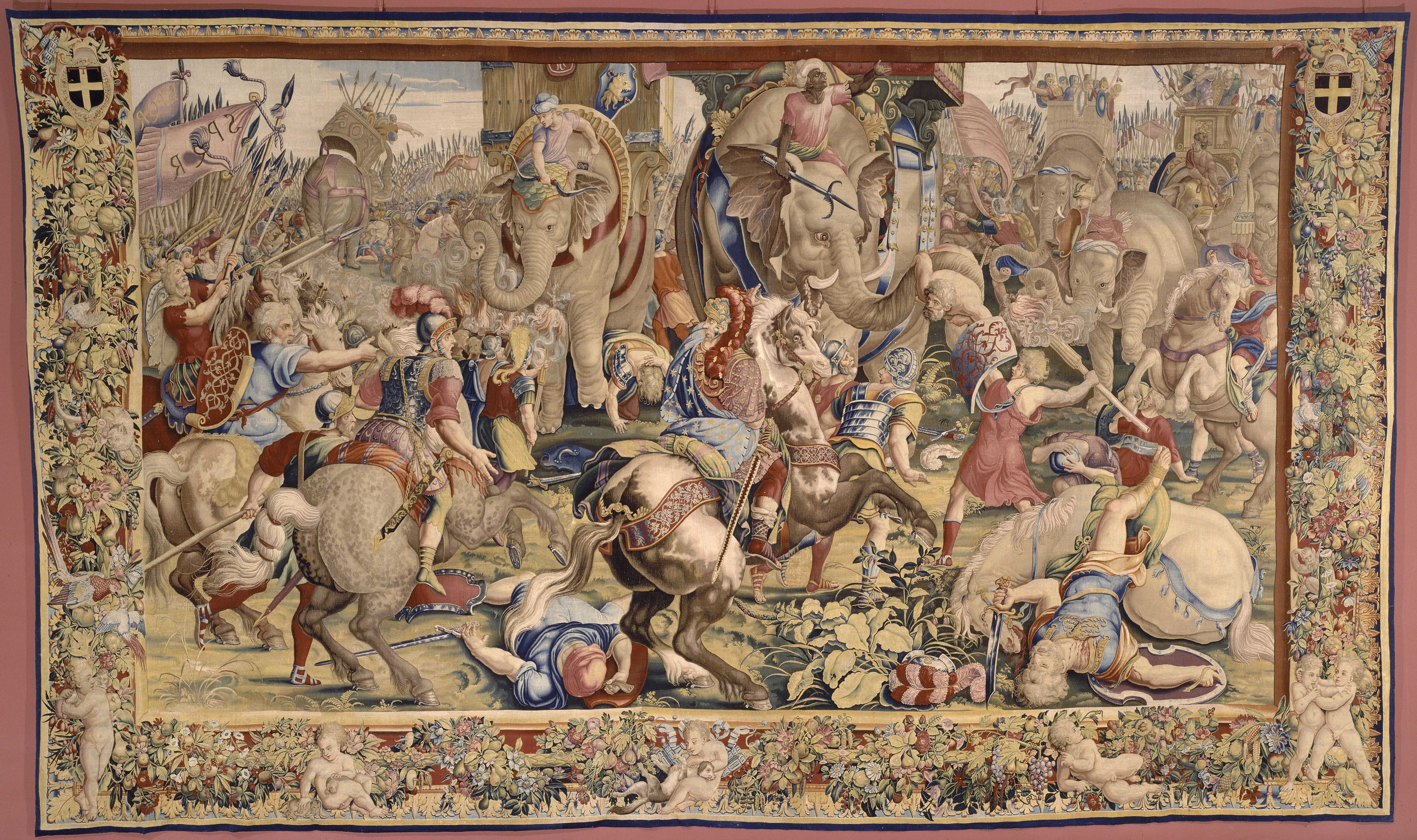
پرده‌های نگارین نبرد زاما بعد از ژول رومن، ساخته شده برای لوئی چهاردهم در ۱۶۸۸ تا ۱۶۹۰ (موزه لوور)

## بررسی کلی

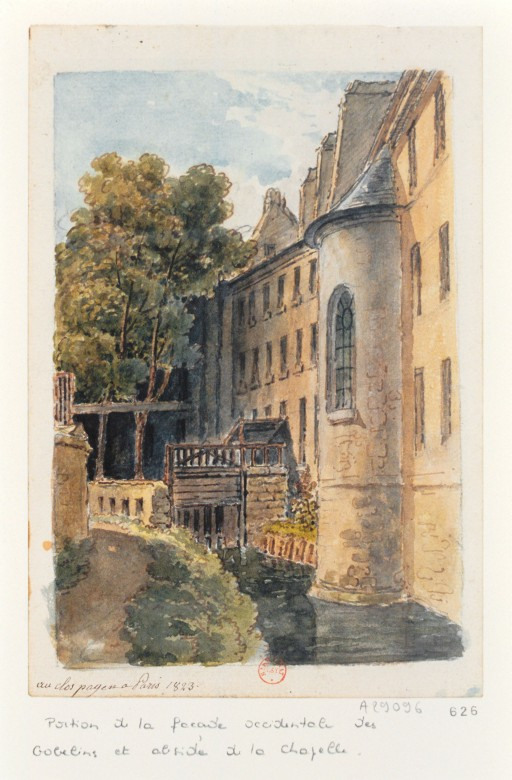
نمای پشتی از کارخانهٔ گوبلن در سال ۱۸۳۰، در مجاورت رودخانهٔ بی‌یِور

گوبلن به کارخانهٔ تولید سلطنتی دربار پادشاهان فرانسه از زمان لوئی چهاردهم مشهور است و اکنون توسط اداره کل مبلمان ملی و تولیدات ملی فرش و پرده‌های نگارین فرانسوی وابسته به وزارت فرهنگ فرانسه اداره می‌شود. این کارخانه برای چند بازدید عصرانه در هفته با قرار ملاقات قبلی و همچنین برای بازدیدهای گاه به گاه هر روز به جز دوشنبه و برخی از تعطیلات خاص باز است. گالری گوبلن نمایشگاه‌هایی موقت از پرده‌های نگارین تولیدی و اثاثیه فرانسوی و مبلمان ملی است که توسط اگوستو پره در سال ۱۹۳۷ در باغ‌های اطراف ساخته شده‌است.

## تاریخچه
گوبلنها از خاندان رنگرزها بودند که در اواسط قرن پانزدهم میلادی در محلهٔ فوبور سن- مارشل پاریس، در کنار رودخانهٔ بی‌یِور مستقر شدند.

### کارگاه کومان-لا پلانش
در سال ۱۶۰۲، هانری چهارم فرانسه، فضای کارخانهٔ گوبلن را برای سازندگان پرده‌های نگارین فلمیش از مارک د کومان و فرانسوا دولا پلانش، در محل فعلی کارخانهٔ گوبلن که در مجاورت رودخانهٔ بی‌یِور بود، اجاره کرد. در سال ۱۶۲۹، پسرانشان شارل د کومان و رافائل دولا پلانش کارگاه‌های پرده‌های نگارین سازی پدران خود را به دست گرفتند و در سال ۱۶۳۳، شارل رئیس کارخانه کارخانهٔ گوبلن شد. مشارکت آنها در حدود سال ۱۶۵۰ به پایان رسید و کارگاه به دو بخش تقسیم شد.

### کولبر و لو برن
در سال ۱۶۶۲، کارخانه در فوبور سن- مارشل، با زمین‌های مجاور، توسط ژان-باتیست کولبر وزیر لوئی چهاردهم خریداری و به یک کارخانه اثاث و لوازم داخلی عمومی تبدیل شد که انواع مبلمان و پرده‌های نگارین زیر نظر نقاش سلطنتی شارل لو برن که از سال ۱۶۶۳ تا ۱۶۶۳ به عنوان مدیر و طراح اصلی فعالیت داشت، تولید می‌کرد. به دلیل مشکلات مالی لوئی چهاردهم، تشکیلات در سال ۱۶۹۴ تعطیل شد، اما در سال ۱۶۹۷ مجدداً برای تولید پرده‌های نگارین، عمدتاً برای مصارف سلطنتی، افتتاح گردید. این کارخان تا قبل از به تعلیق درآمدن در انقلاب فرانسه، با محصولات بووه رقابت می‌کرد.
این کارخانه در دوره بازگشت بوربون‌ها به سلطنت فرانسه احیا و در سال ۸۲۶، تولید فرش نیز به کارخانه پرده‌های نگارین اضافه شد. در سال ۱۸۷۱، ساختمان کارخانه تا حدی در زمان کمون پاریس سوخت.
امروزه این کارخانه به عنوان یک نهاد دولتی هنوز مشغول فعالیت است.

## نگارخانه

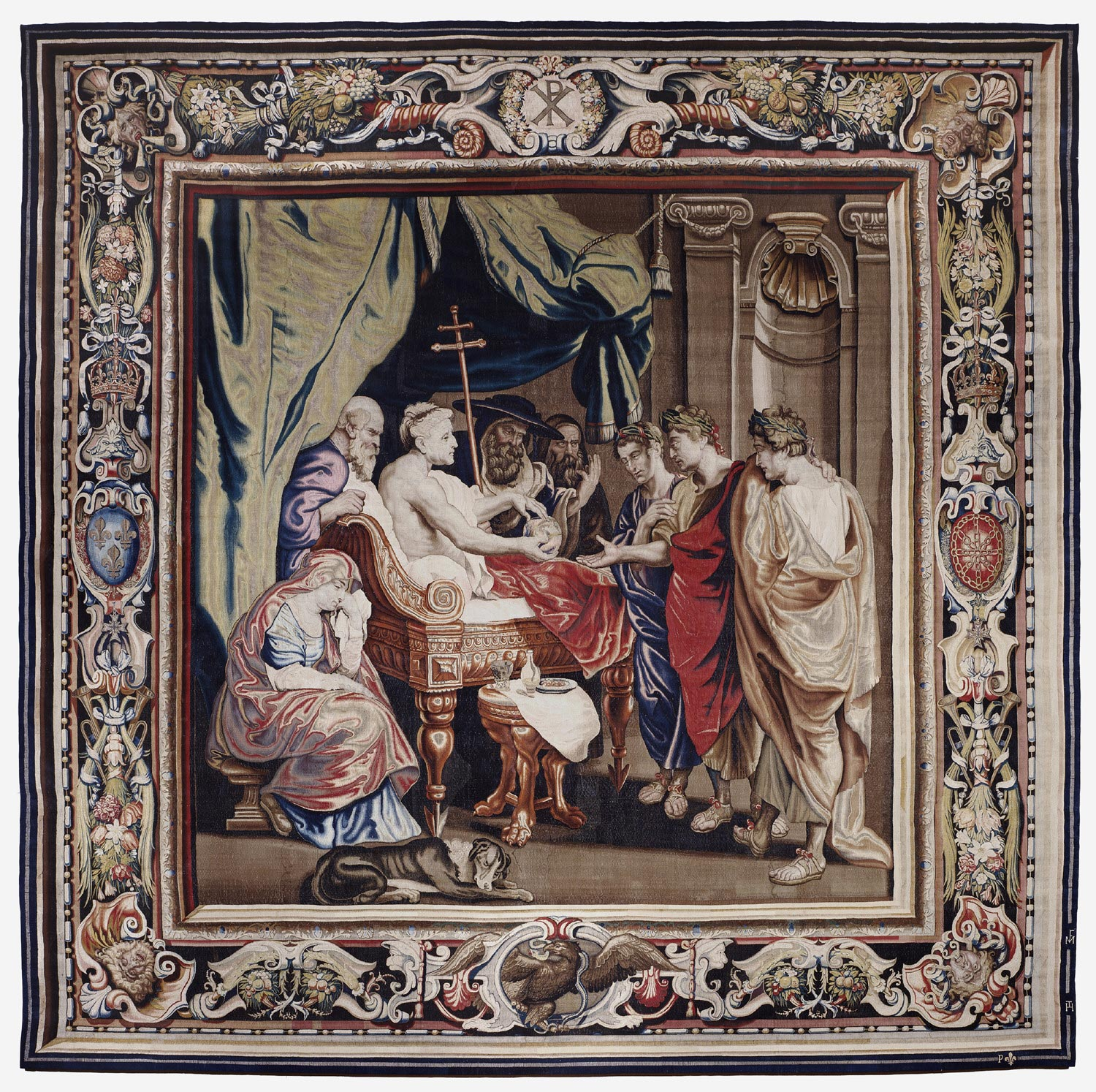
پردهٔ نگارین مرگ ملکه کنستانتین، (یکی از سری‌ها) پس از طراحی توسط روبنس بافته شده توسط فیلیپ ماخت و هانس تیه در کارگاه کومان-لا پلانش، ۱۶۲۳-۱۶۲۵.
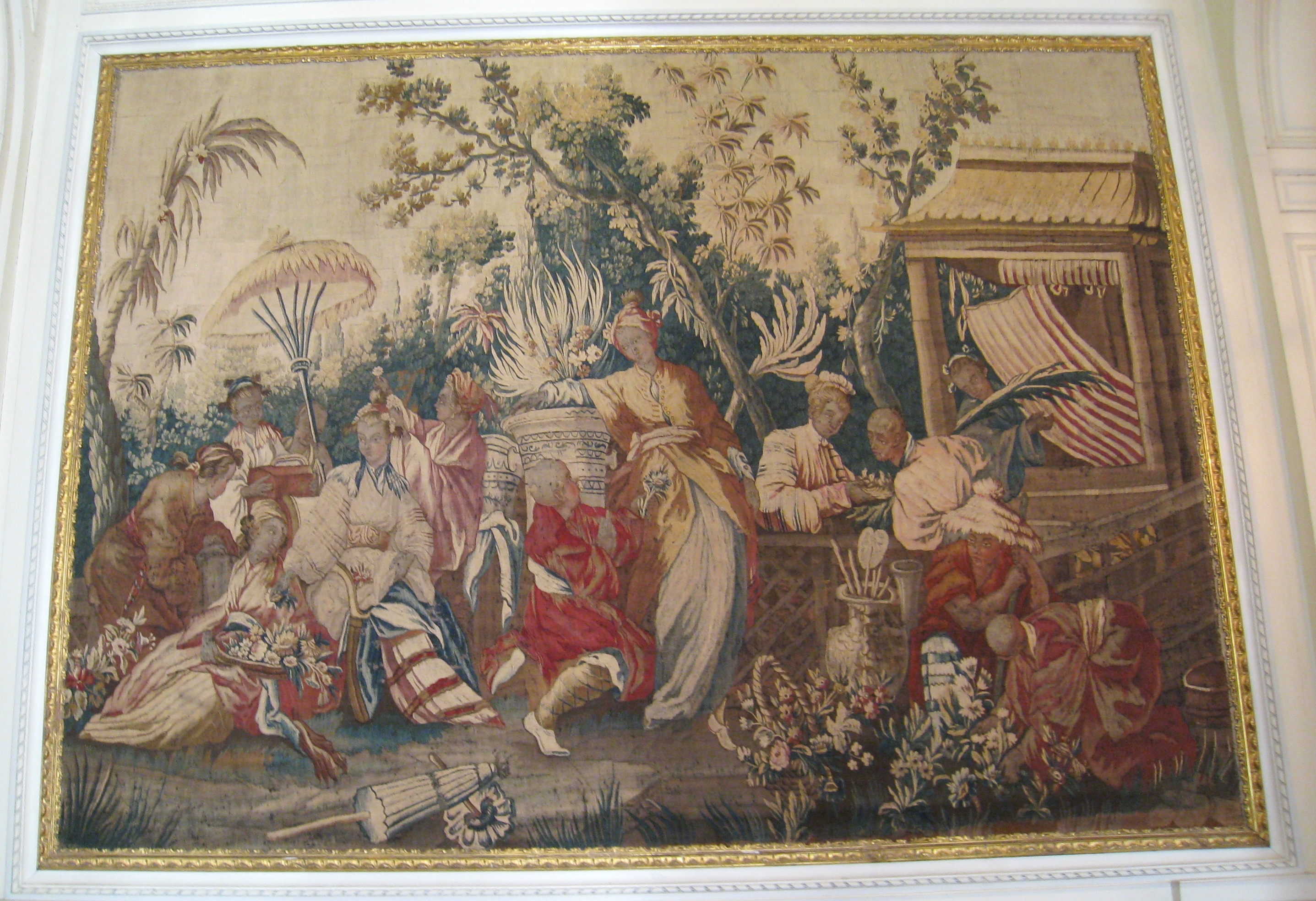
پرده‌های نگارین کوبلن، در موزهٔ نیسیم کموندو، پاریس.
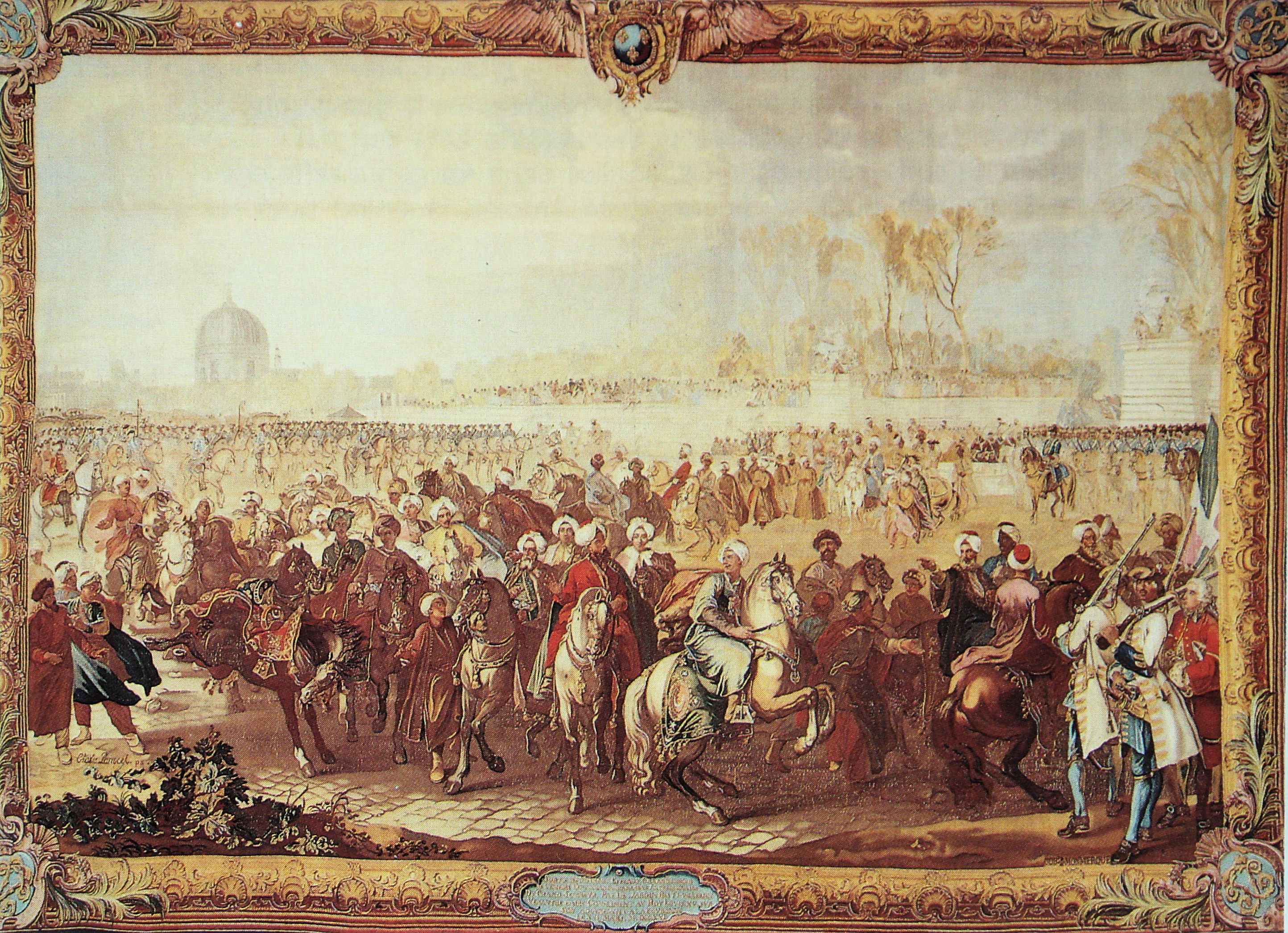
خروجی سفارت ترکیه از باغ تویلری (سفارت امپراتوری عثمانی محمت افندی)، کارگاه لفور و مومکره، گوبلن، ۱۷۳۴-۱۷۳۷.
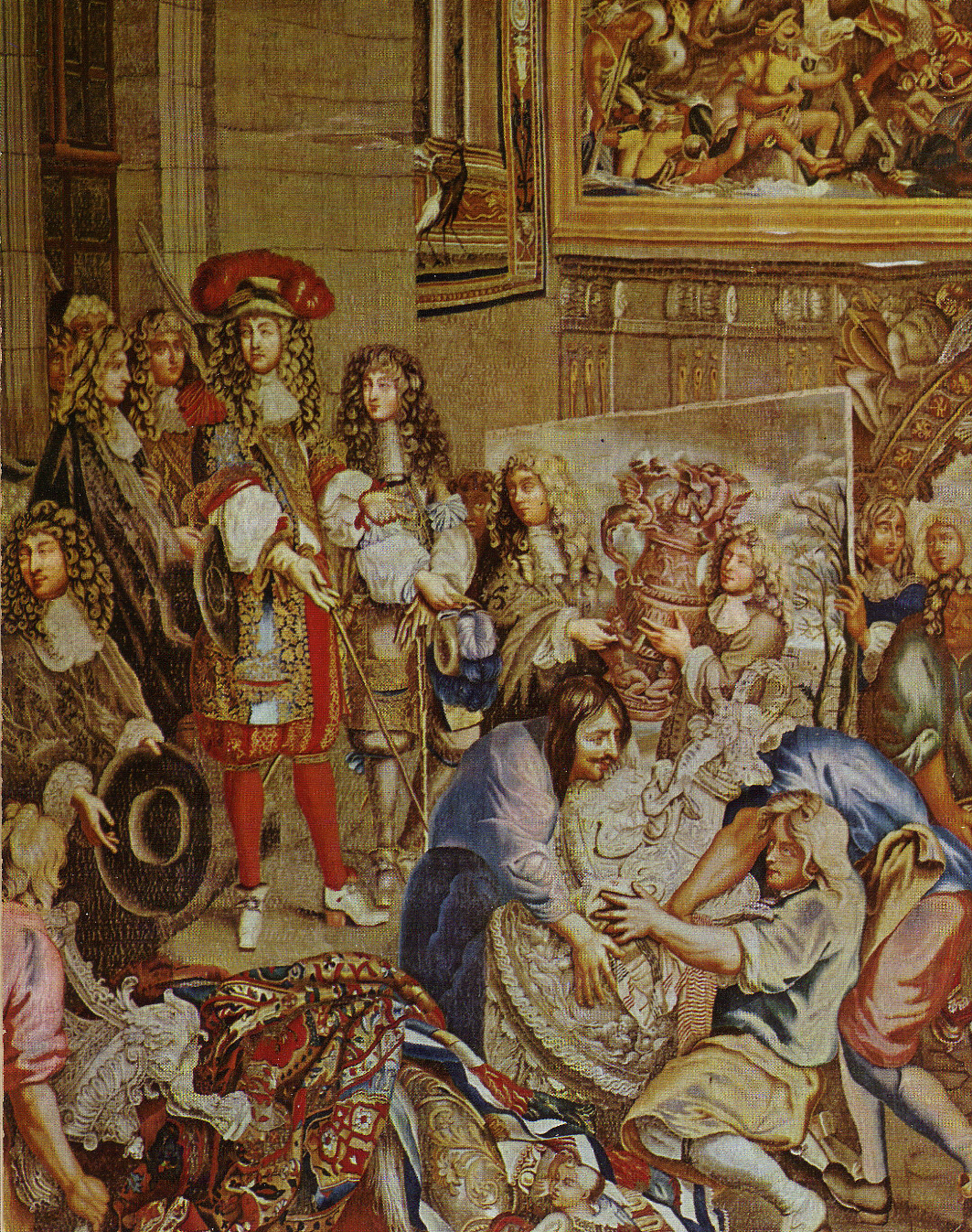
لوئی چهاردهم که با کولبر، ۱۵ اکتبر ۱۶۶۷ از گوبلن بازدید می‌کند. پرده نقش دار از سری «تاریخ پادشاه» که توسط شارل لو برن طراحی و بین سالهای ۱۶۶۷ و ۱۶۷۲ بافته شده‌است.
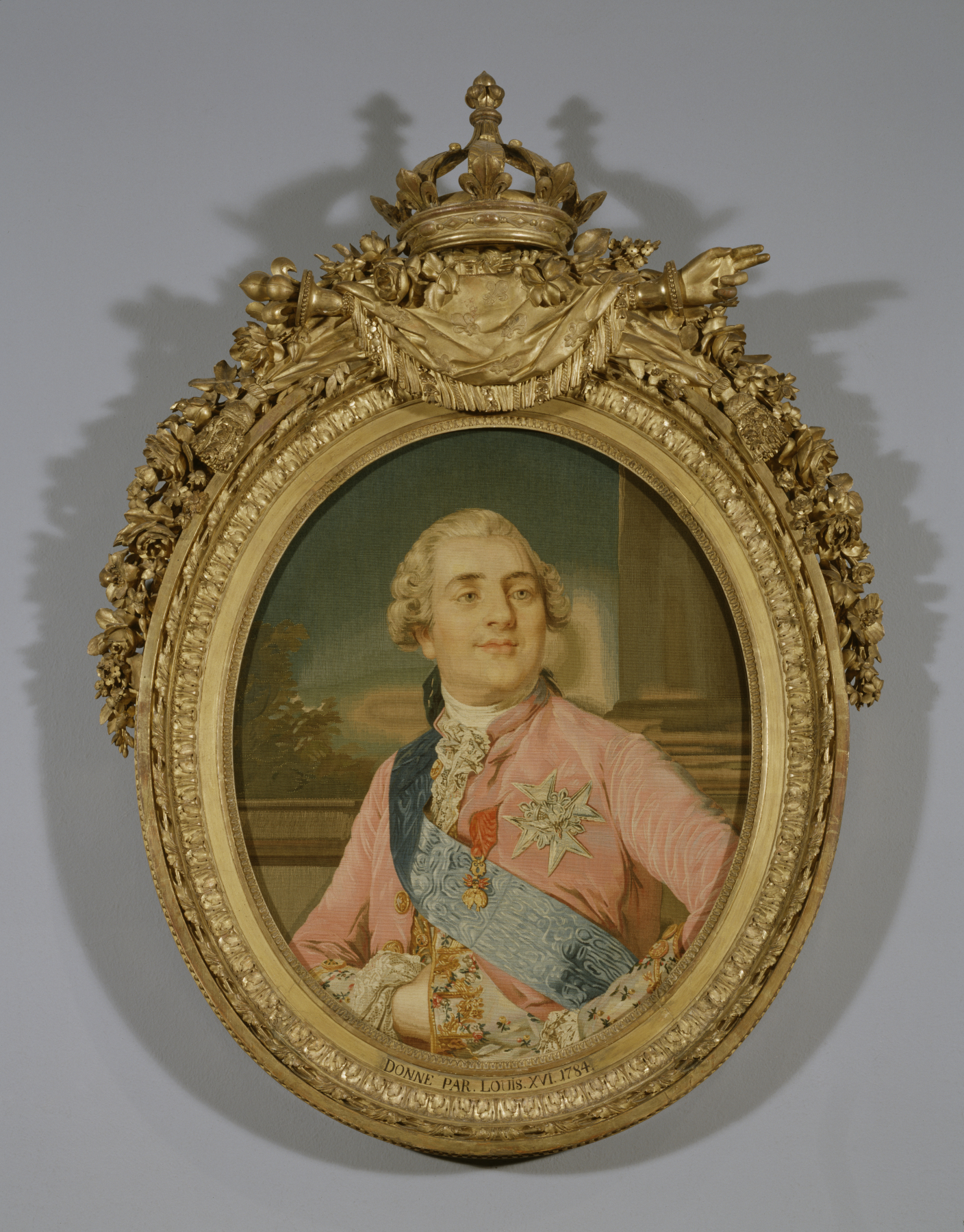
پرتره لویی شانزدهم (۹۳-۱۷۴۵). پرده نقش دار تولید شده توسط کارخانهٔ گوبلن.
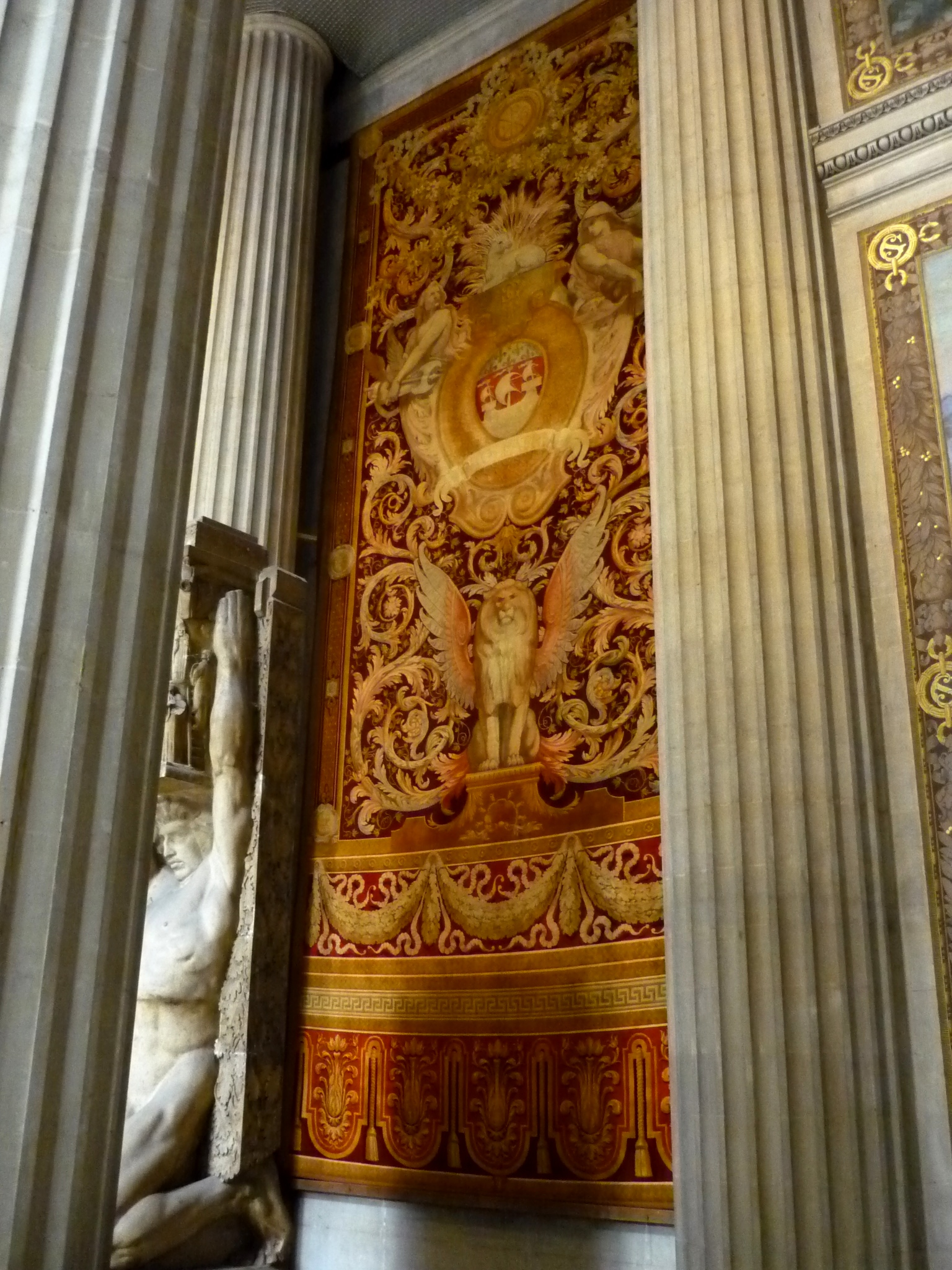
پرده نقش دار پانتئون، پاریس.